# Germa Seyum
Germa Seyum (amharisch ግርማ ሥዩም) war Negus Negest (Kaiser) von Äthiopien sowie ein Mitglied der Zagwe-Dynastie. Taddesse Tamrat zufolge war er ein Sohn von Mara Takla Haymanot und ein jüngerer Bruder von Tatadim. Er war der Vater von Kedus Harbe und Gebra Maskal Lalibela. Sein Name taucht nicht in den Königslisten auf.